# Guy Channen
Guy Channen, né le 15 décembre 1952,, est un ancien joueur de handball français. Évoluant au poste de gardien de but, il joue la majeure partie de sa carrière à l'ASPTT Metz avec lequel il est finaliste du Championnat de France en 1977 puis demi-finaliste de la Coupe d'Europe des vainqueurs de Coupe en 1978.
De plus, il est sélectionné à 80 reprises en Équipe de France entre 1970 et 1979.
Par la suite, il est devenu entraîneur à Hagondange en 1985.